# Myrmecodillo jacksoni
Myrmecodillo jacksoni là một loài chân đều trong họ Armadillidae. Loài này được Dalens miêu tả khoa học năm 1988.